# Memoriał Huberta Jerzego Wagnera 2017
Memoriał Huberta Jerzego Wagnera 2017 – 15. edycja turnieju siatkarskiego, która odbyła się w dniach 11–13 sierpnia 2017 roku w Tauron Arena Kraków.

## Uczestnicy
- Polska
- Francja
- Kanada
- Rosja

## Tabela
| Lp. | Drużyna | Pkt | Mecze | Mecze   | Mecze   | Sety | Sety | Sety  | Małe punkty | Małe punkty | Małe punkty |
| Lp. | Drużyna | Pkt | M     | W (3:2) | P (2:3) | wyg. | prz. | ratio | zdob.       | str.        | ratio       |
| --- | ------- | --- | ----- | ------- | ------- | ---- | ---- | ----- | ----------- | ----------- | ----------- |
| 1   | Polska  | 6   | 3     | 2 (1)   | 1 (1)   | 8    | 5    | 1.600 | 286         | 291         | 0.983       |
| 2   | Francja | 4   | 3     | 2 (2)   | 1 (0)   | 6    | 7    | 0.857 | 281         | 270         | 1.041       |
| 3   | Rosja   | 5   | 3     | 1 (0)   | 2 (2)   | 7    | 7    | 1.000 | 301         | 299         | 1.007       |
| 4   | Kanada  | 3   | 3     | 1 (0)   | 2 (0)   | 4    | 6    | 0.667 | 245         | 253         | 0.968       |

Źródło: fundacjawagnera.pl
Punktacja: 3:0 i 3:1 – 3 pkt; 3:2 – 2 pkt; 2:3 – 1 pkt; 1:3 i 0:3 – 0 pkt
Zasady ustalania kolejności: 1. liczba punktów; 2. liczba zwycięstw; 3. stosunek setów; 4. stosunek małych punktów; 5. bilans w bezpośrednich meczach

## Wyniki
| Data  | Godz. | Drużyna 1 | Wynik | Drużyna 2 | 1     | 2     | 3     | 4     | 5     | * |
| ----- | ----- | --------- | ----- | --------- | ----- | ----- | ----- | ----- | ----- | - |
| 11.08 | 17:30 | Kanada    | 1:3   | Rosja     | 23:25 | 27:29 | 25:22 | 17:25 |       |   |
| 11.08 | 20:30 | Polska    | 2:3   | Francja   | 25:22 | 16:25 | 20:25 | 25:22 | 13:15 |   |
| 12.08 | 15:00 | Polska    | 3:0   | Kanada    | 36:34 | 25:20 | 26:24 |       |       |   |
| 12.08 | 18:00 | Francja   | 3:2   | Rosja     | 21:25 | 25:18 | 21:25 | 25:18 | 15:10 |   |
| 13.08 | 15:00 | Kanada    | 3:0   | Francja   | 25:22 | 25:21 | 25:22 |       |       |   |
| 13.08 | 18:00 | Polska    | 3:2   | Rosja     | 16:25 | 19:25 | 25:20 | 25:22 | 15:12 |   |

## Nagrody indywidualne
| Najlepszy zawodnik (MVP) | Najlepszy atakujący | Najlepsi środkowi                  | Najlepszy rozgrywający | Najlepsi przyjmujący           | Najlepszy libero  |
| ------------------------ | ------------------- | ---------------------------------- | ---------------------- | ------------------------------ | ----------------- |
| Maksim Michajłow         | Dawid Konarski      | Bartłomiej Lemański Iljas Kurkajew | Benjamin Toniutti      | Dmitrij Wołkow Steven Marshall | Jenia Grebennikov |